# Werner Höcker
Werner Höcker (* 30. Mai 1924 in Rüstringen bei Wilhelmshaven; † 9. September 2003) war ein deutscher Journalist und langjähriger Leiter des WDR-Studios Bielefeld, dem ersten Regionalstudio des WDR.
1946, gerade aus französischer Kriegsgefangenschaft zurückgekommen, arbeitete Höcker als freier Journalist. Bei der BBC in London war er erstmals beim Rundfunk tätig und wurde 1947 Korrespondent des Nordwestdeutschen Rundfunks (NWDR). 1955 übernahm er das damalige WDR-Hörfunkbüro in Bielefeld. Über 30 Jahre berichtete er in Radio und Fernsehen aus der Region und galt im WDR-Programm als „Stimme und Gesicht Ostwestfalen-Lippes“. Im Mai 1989 ging er in den Ruhestand.

## Ehrungen
Höcker wurde am 10. Mai 1991 mit dem Verdienstorden des Landes Nordrhein-Westfalen ausgezeichnet.